# Stuart Holmes

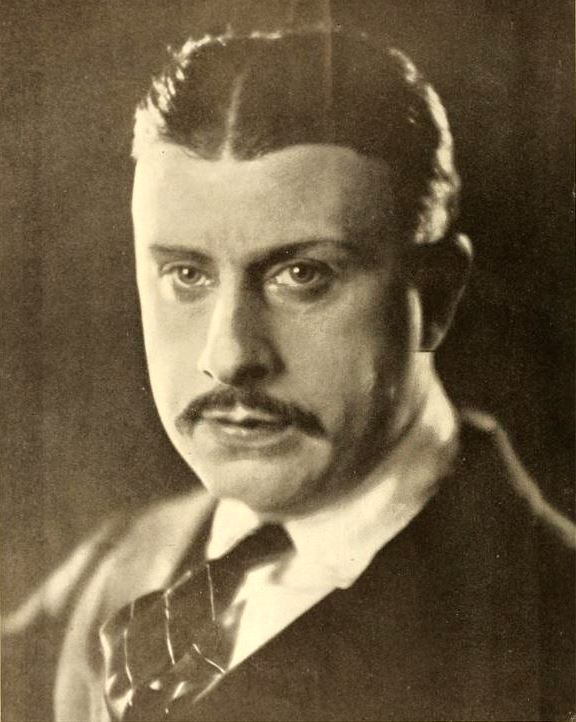
Stuart Holmes en 1919

Stuart Holmes (10 de marzo de 1884 - 29 de diciembre de 1971) fue un actor cinematográfico de nacionalidad estadounidense, cuya carrera se extendió a lo largo de siete décadas, iniciándose en la época del cine mudo, y a lo largo de la cual intervino en más de 400 producciones rodadas entre 1909 y 1964. En algunas ocasiones fue acreditado como Stewart Holmes.

## Biografía
Su verdadero nombre era Joseph Liebchen, y nació en Chicago, Illinois. Actuó por vez primera en 1909, en el cortometraje The Way of the Cross, de Vitagraph Studios. Después rodó centenares de cortos, así como algunos seriales, durante la época del cine mudo, superando con éxito la transición al cine sonoro.
Su primer film hablado fue Captain of the Guard, de John S. Robertson, rodado en 1930, y en el cual encarnaba a Luis XVI de Francia actuando junto a Laura La Plante. Cuando su carrera empezó el declive, pasó a hacer pequeños papeles sin aparecer en los créditos, formando parte de películas como Gilda (1946) y Cantando bajo la lluvia (1952). Su último film fue Siete días de mayo, dirigido por John Frankenheimer en 1964.
Participó también en varias series televisivas, entre ellas Bonanza y Have Gun – Will Travel. Fue uno de los intérpretes del primer episodio de Aventuras de Superman, Superman on Earth, emitido en 1952.
Stuart Holmes falleció en 1971 en Hollywood, California, a causa de una dolencia gástrica.

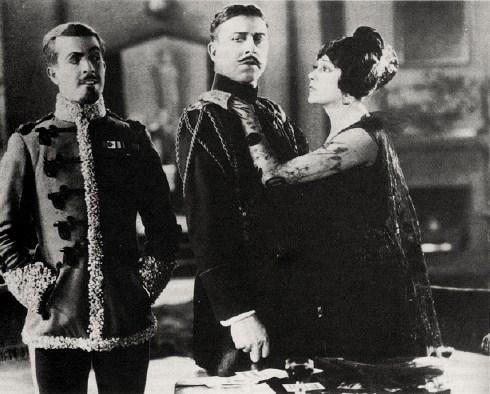
Ramón Novarro, Stuart Holmes y Barbara La Marr en The Prisoner of Zenda (1922)

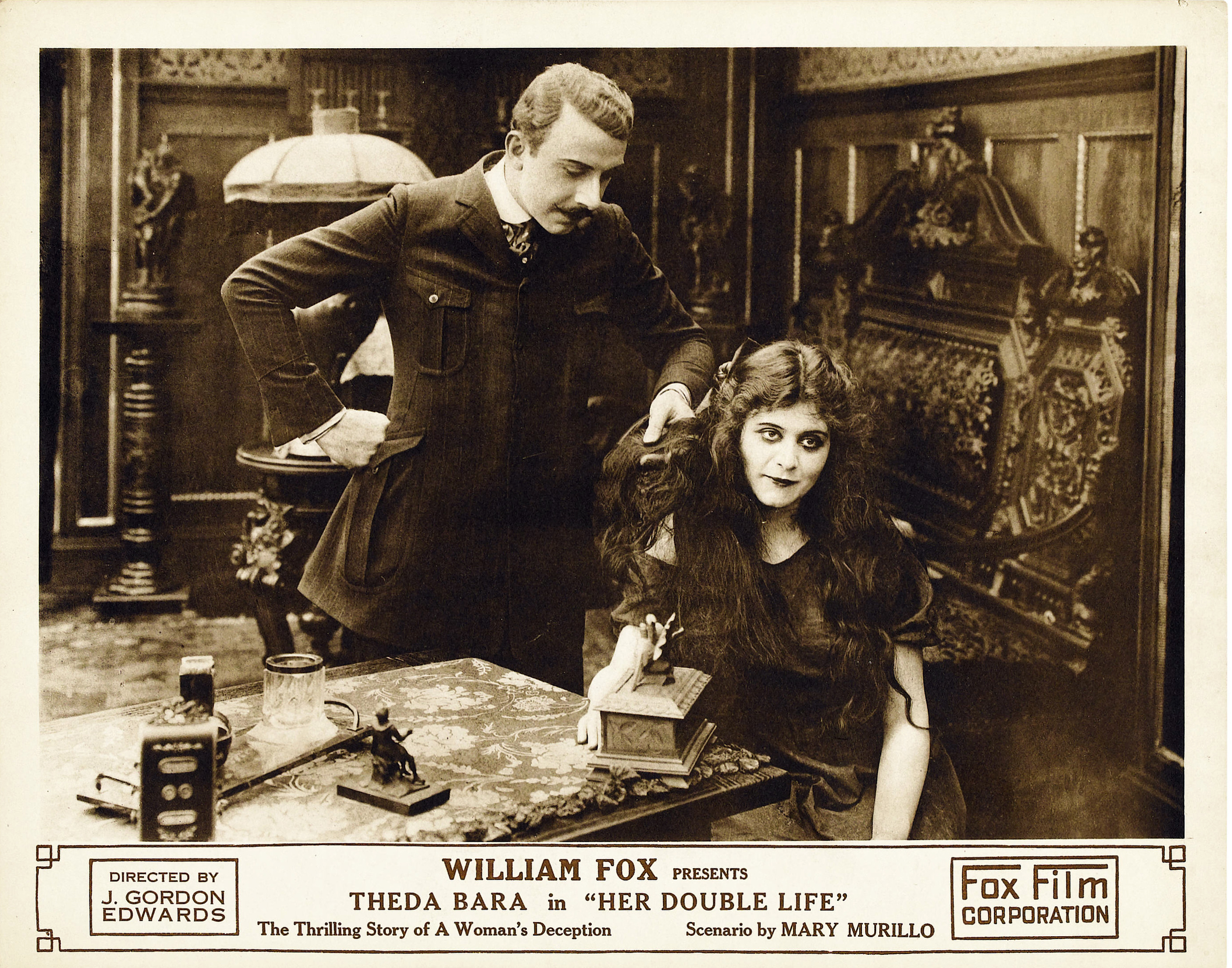
Holmes con Theda Bara en Her Double Life (1916)

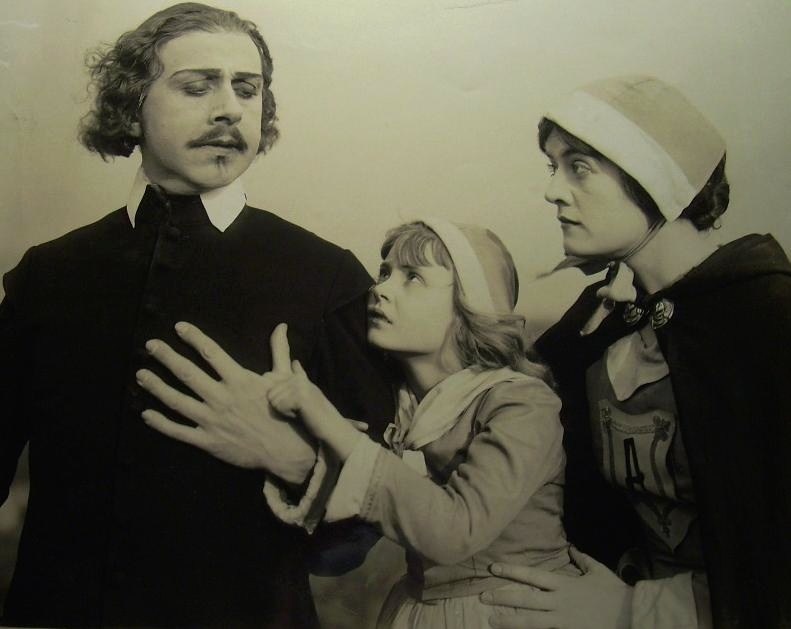
Stuart Holmes, Kittens Reichert y Mary Martin en The Scarlet Letter (1917)

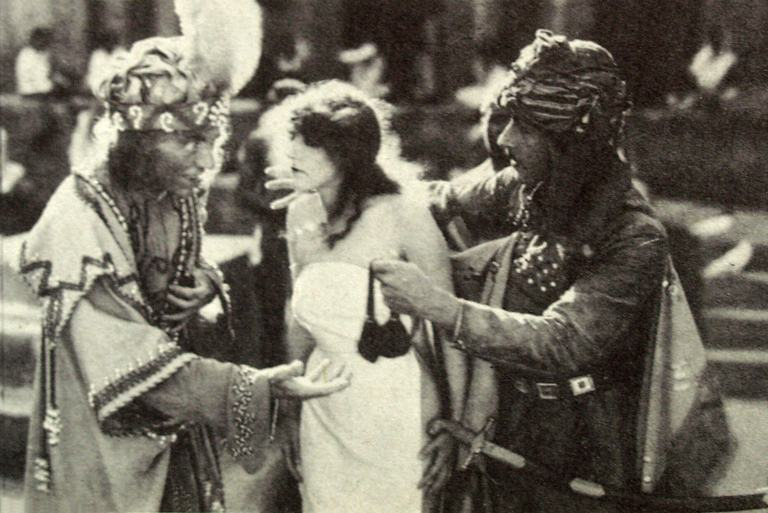
Stuart Holmes, Annette Kellerman y Mark Price en A Daughter of the Gods (1916).

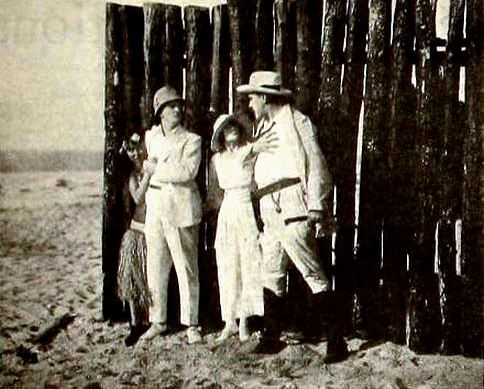
Escena del serial Trailed By Three (1920), con Stuart Holmes y Frankie Mann

## Selección de su filmografía

### 1909
- The Way of the Cross, de J. Stuart Blackton

### 1910
- The Horse Shoer's Girl, de Joseph A. Golden
- The Music Teacher, de Joseph A. Golden
- A Woman's Wit, de Joseph A. Golden
- The Woman Hater, de Joseph A. Golden

### 1911
- Monte Cristo
- How Mrs. Murray Saved the American Army, de J. Searle Dawley

### 1912
- A Bucktown Romance
- How Washington Crossed the Delaware, de J. Searle Dawley
- A Mardi Gras Mix-Up
- The Pilgrimage
- Oliver Twist
- The Gent from Honduras
- Into the Jungle
- A Western Child's Heroism
- The Girl Reporter's Big Scoop
- Roost, the Kidder
- The Heart of John Grimm
- The Combination of the Safe
- The Mystery of Grandfather's Clock
- The Young Millionaire
- The Tell-Tale Message
- A Battle of Wits
- A Daughter's Sacrifice
- A Race with Time, de Kenean Buel
- A Business Buccaneer

### 1913
- The Flag of Freedom
- The Senator's Dishonor
- The Game Warden
- The Fire Coward
- The Open Switch
- The Face at the Window
- The Exposure of the Land Swindlers, de Kenean Buel
- The Pursuit of the Smugglers, de J.P. McGowan
- The Fighting Chaplain, de George Melford
- Man and Woman, de Will S. Davis
- A Dog-Gone Baron
- The Worker, de Will S. Davis
- The Current
- In the Stretch, de Will S. Davis

### 1914
- The Governor's Ghost, de Will S. Davis
- The Claws of Green
- The Criminal Path, de Will S. Davis
- Through Dante's Flames, de Will S. Davis
- Thou Shalt Not, de Will S. Davis
- Life's Shop Window, de J. Gordon Edwards
- The War of Wars; Or, The Franco-German Invasion, de Will S. Davis
- The Walls of Jericho, de Lloyd B. Carleton y James K. Hackett
- The Idler, de Lloyd B. Carleton

### 1915
- The Girl I Left Behind Me, de Lloyd B. Carleton
- The Celebrated Scandal, de James Durkin y J. Gordon Edwards
- The Clemenceau Case, de Herbert Brenon
- Princess Romanoff, de Frank Powell
- A Woman's Resurrection, de J. Gordon Edwards
- Should a Mother Tell, de J. Gordon Edwards
- Dr. Rameau, de Will S. Davis
- Blindness of Devotion, de J. Gordon Edwards
- The Galley Slave, de J. Gordon Edwards
- The Unfaithful Wife, de J. Gordon Edwards
- Hidden Memories

### 1916
- The Green-Eyed Monster, de J. Gordon Edwards
- The Witch, de Frank Powell
- A Wife's Sacrifice, de J. Gordon Edwards
- Sins of Men, de James Vincent
- The Spider and the Fly, de J. Gordon Edwards
- East Lynne, de Bertram Bracken
- The Tortured Heart, de Will S. Davis
- Under Two Flags, de J. Gordon Edwards
- Her Double Life, de J. Gordon Edwards
- A Daughter of the Gods, de Herbert Brenon
- Love and Hate, de James Vincent

### 1917
- Love Aflame, de James Vincent y Raymond Wells
- The Scarlet Letter, de Carl Harbaugh
- Love's Law, de Tefft Johnson
- Tangled Lives, de J. Gordon Edwards
- The Derelict, de Carl Harbaugh
- The Test of Womanhood
- The Broadway Sport, de Carl Harbaugh
- The Wild Girl, de Howard Estabrook

### 1918
- The Ghosts of Yesterday, de Charles Miller
- When Men Betray, de Ivan Abramson
- Treason, de Burton L. King
- A Romance of the Air, de Franklin B. Coates y Harry Revier
- The Sins of the Children, de John S. Lopez
- The Poor Rich Man, de Charles Brabin

### 1919
- The Little Intruder, de Oscar Apfel
- The New Moon, de Chester Withey
- The Other Man's Wife, de Carl Harbaugh
- A Dangerous Affair, de Charles Miller
- Dust of Desire, de Perry N. Vekroff
- The Way of a Woman, de Robert Z. Leonard
- Love, Honor and -- ?, de Charles Miller

### 1920
- Body and Soul, de Charles Swickard
- Lifting Shadows, de Léonce Perret
- Trailed by Three, de Perry N. Vekroff
- Man's Plaything, de Charles Horan
- The Evil Eye, de J. Gordon Cooper y Wally Van

### 1921
- Passion Fruit, de John Ince
- Los cuatro jinetes del Apocalipsis, de Rex Ingram
- No Woman Knows, de Tod Browning
- All's Fair in Love, de E. Mason Hopper

### 1922
- Her Husband's Trademark, de Sam Wood
- Paid Back, de Irving Cummings
- The Prisoner of Zenda, de Rex Ingram
- Under Two Flags, de Tod Browning
- The Strangers' Banquet, de Marshall Neilan

### 1923
- The Rip-Tide, de Jack Pratt
- Daughters of the Rich, de Louis J. Gasnier
- Temporary Marriage, de Lambert Hillyer
- The Scarlet Lily, de Victor Schertzinger
- Tipped Off, de Finis Fox
- Tea: With a Kick!, de Erle C. Kenton
- The Unknown Purple, de Roland West

### 1924
- Three Weeks, de Alan Crosland
- On Time, de Henry Lehrman
- Between Friends, de J. Stuart Blackton
- Tess of the D'Urbervilles, de Marshall Neilan
- The Siren of Seville, de Jerome Storm y Hunt Stromberg
- Vanity's Price, de Roy William Neill
- In Every Woman's Life, de Irving Cummings
- The Age of Innocence, de Wesley Ruggles
- The Beloved Brute, de J. Stuart Blackton

### 1925
- A Fool and His Money, de Erle C. Kenton
- Three Keys, de Edward LeSaint
- The Salvation Hunters, de Josef von Sternberg
- Friendly Enemies, de George Melford
- Steele of the Royal Mounted
- The Fighting Cub
- Heir-Loons
- Pursued
- The Primrose Path, de Harry O. Hoyt
- Paint and Powder, de Hunt Stromberg
- The Perfect Clown
- North Star, de Paul Powell

### 1926
- Shadow of the Law
- The Hurricane, de JFred Caldwell
- Dog Shy
- Scared Stiff, de James W. Horne
- Son of Burro
- Good and Naughty
- Broken Hearts of Hollywood, de Lloyd Bacon
- The Midnight Message
- Beyond the Trail
- My Official Wife, de Paul L. Stein
- Everybody's Acting

### 1927
- When a Man Loves, de Alan Crosland
- Duck Soup, de Fred L.Guiol
- Your Wife and Mine, de Frank O'Connor
- Polly of the Movies

### 1928
- Beware of Married Men
- Should Tall Men Marry?, de Louis J. Gasnier
- Burning Daylight, de Charles Brabin
- El hombre que ríe
- The Hawk's Nest
- Devil Dogs
- The Cavalier

### 1929
- The Heroic Lover

### 1930
- Captain of the Guard
- Show Girl in Hollywood, de Mervyn LeRoy

### 1931
- War Mamas

### 1932
- Rule 'Em and Weep
- Is My Face Red?
- The Engineer's Daughter, de Robert F. Hill
- My Pal, the King
- Two Lips and Juleps; or, Southern Love and Northern Exposure
- The Millionaire Cat
- The Bride's Bereavement; or, The Snake in the Grass
- Jitters the Butler

### 1933
- Billion Dollar Scandal, de Harry Joe Brown
- From Hell to Heaven, de Erle C. Kenton
- Parole Girl
- Lost in Limehouse
- Adorable
- Sitting Pretty

### 1934
- Eight Girls in a Boat
- Are We Civilized?
- One More River
- Belle of the Nineties, de Leo McCarey

### 1935
- Little Big Shot
- Grand Exit
- Miss Pacific Fleet
- Broadway Hostess

### 1936
- Carnival Day
- Road Gang
- Snowed Under
- Romance in the Air
- The Law in Her Hands
- The Golden Arrow, de Alfred E. Green
- Bullets or Ballots
- Murder by an Aristocrat
- Hearts Divided
- The Song of a Nation
- Public Enemy's Wife
- Earthworm Tractors, de Ray Enright
- Bengal Tiger
- The Case of the Velvet Claws, de William Clemens
- Love Begins at Twenty
- Trailin' West, de Noel M. Smith
- Stage Struck
- Down the Stretch, de William Clemens
- Cain and Mabel, de Lloyd Bacon
- Polo Joe
- The Captain's Kid
- Sing Me a Love Song

### 1937
- Guns of the Pecos
- Under Southern Stars, de Nick Grinde
- Her Husband's Secretary, de Frank McDonald
- Penrod and Sam
- Midnight Court, de Frank McDonald
- Land Beyond the Law, de B. Reeves Eason
- Melody for Two, de Louis King
- Kid Galahad, de Michael Curtiz
- The Case of the Stuttering Bishop, de William Clemens
- Blazing Sixes
- Fly Away Baby, de Frank McDonald
- Public Wedding
- Dance Charlie Dance, de Frank McDonald
- Confession, de Joe May
- Varsity Show, de William Keighley
- Prairie Thunder
- Wine, Women and Horses
- That Certain Woman, de Edmund Goulding
- Back in Circulation, de Ray Enright
- Alcatraz Island, de William C. McGann
- The Adventurous Blonde, de Frank McDonald
- Submarine D-1, de Lloyd Bacon
- Expensive Husbands, de Bobby Connolly

### 1938
- Swingtime in the Movies, de Crane Wilbur
- The Patient in Room 18, de Bobby Connolly y Crane Wilbur
- Swing Your Lady, de Ray Enright
- Romance Road, de Bobby Connolly
- Blondes at Work, de Frank McDonald
- The Kid Comes Back, deB. Reeves Eason
- Penrod and His Twin Brother, de William C. McGann
- A Slight Case of Murder, de Lloyd Bacon
- Jezabel, de William Wyler
- He Couldn't Say No, de Lewis Seiler
- Over the Wall, de Frank McDonald
- Accidents Will Happen, deWilliam Clemens
- Crime School, de Lewis Seiler
- Mystery House, de Noel M. Smith
- Little Miss Thoroughbred, de John Farrow
- Men Are Such Fools, de Busby Berkeley
- When Were You Born
- My Bill
- Cowboy from Brooklyn
- Racket Busters
- Valley of the Giants
- Secrets of an Actress
- Campus Cinderella, de Noel M. Smith
- Garden of the Moon
- Broadway Musketeers
- The Sisters, de Anatole Litvak
- Girls on Probation
- Torchy Gets Her Man
- Nancy Drew -- Detective
- Heart of the North

### Años 1940
- Wild Bill Hickok Rides, de Ray Enright (1942)
- Canción inolvidable, de Charles Vidor 1945

### Años 1950
- People Will Talk, de Joseph L. Mankiewicz (1951)
- The Girl in the Red Velvet Swing, de Richard Fleischer (1955)